# Liste des monuments historiques de Laon
Cet article recense les monuments historiques de Laon, en France.

## Statistiques
Laon compte 70 édifices comportant au moins une protection au titre des monuments historiques, soit 12 % des monuments historiques du département de l'Aisne. Laon est la 40e ville française comptant le plus de monuments historiques et la première de Picardie. 18 édifices comportent au moins une partie classée ; les 52 autres sont inscrits.
Le graphique suivant résume le nombre d'actes de protection par décennies (ou par année avant 1880) :

## Liste
| Monument                                  | Adresse                                          | Coordonnées                      | Notice                        | Protection     | Date           | Illustration                              |
| ----------------------------------------- | ------------------------------------------------ | -------------------------------- | ----------------------------- | -------------- | -------------- | ----------------------------------------- |
| Abbaye de Saint-Jean                      | 27 rue Paul Doumer                               | 49° 33′ 44″ nord, 3° 37′ 22″ est | « PA00115705 »                | Classé Inscrit | 1911 1927      | Abbaye de Saint-Jean                      |
| Abbaye de Saint-Martin                    | Rue Saint-Martin                                 | 49° 33′ 46″ nord, 3° 36′ 42″ est | « PA00115706 »                | Inscrit        | 1926           | Abbaye de Saint-Martin                    |
| Abbaye Saint-Vincent                      | Saint-Vincent                                    | 49° 33′ 23″ nord, 3° 37′ 00″ est | « PA00115707 »                | Inscrit        | 1926 1927 1999 | Abbaye Saint-Vincent                      |
| Bibliothèque municipale                   | Rue du Bourg                                     | 49° 33′ 52″ nord, 3° 37′ 11″ est | « PA00115708 »                | Inscrit        | 1927           | Bibliothèque municipale                   |
| Caserne des Dragons de la Reine (fronton) | avenue du Maréchal Foch                          | 49° 33′ 26″ nord, 3° 36′ 17″ est | « PA00115709 »                | Inscrit        | 1927           | Caserne des Dragons de la Reine (fronton) |
| Cathédrale Notre-Dame                     | Place du Parvis                                  | 49° 33′ 51″ nord, 3° 37′ 30″ est | « PA00115710 »                | Classé         | 1840 1889      | Cathédrale Notre-Dame                     |
| Ancien Hôtel-Dieu (Office du tourisme)    | Rue du Cloître Place du Parvis                   | 49° 33′ 51″ nord, 3° 37′ 27″ est | « PA00115728 »                | Classé         | 1928 1942      | Ancien Hôtel-Dieu (Office du tourisme)    |
| Chapelle Saint-Genebaud                   | 15 rue Carlier-Hennecart                         | 49° 33′ 52″ nord, 3° 36′ 59″ est | « PA00115711 »                | Inscrit        | 1927           | Image manquante Téléverser                |
| Colombier des évêques                     | La Grange-l'Evêque, rue du Colombier             | 49° 34′ 06″ nord, 3° 37′ 49″ est | « PA00115713 »                | Classé         | 1928           | Colombier des évêques                     |
| Commanderie                               | Rue George-Ermant                                | 49° 33′ 47″ nord, 3° 37′ 38″ est | « PA00115712 »                | Classé         | 1846           | Commanderie                               |
| Couvent des Dames                         | 4 rue de la Congrégation                         | 49° 33′ 54″ nord, 3° 36′ 52″ est | « PA00115714 »                | Inscrit        | 1980           | Couvent des Dames                         |
| Couvent des Minimes                       | 44 rue Vinchon                                   | 49° 33′ 47″ nord, 3° 37′ 41″ est | « PA00115715 »                | Inscrit        | 1927           | Couvent des Minimes                       |
| École de la Providence                    | Rue Clergeot 40, 42 rue Vinchon                  | 49° 33′ 45″ nord, 3° 37′ 37″ est | « PA02000034 »                | Inscrit        | 2001           | École de la Providence                    |
| Église de Leuilly                         | faubourg de Leuilly                              | 49° 32′ 21″ nord, 3° 36′ 28″ est | « PA00115723 »                | Inscrit        | 1927           | Église de Leuilly                         |
| Église Notre-Dame-la-Profonde             | Rampe d'Ardon                                    | 49° 33′ 42″ nord, 3° 37′ 21″ est | « PA00115716 »                | Inscrit        | 1927           | Église Notre-Dame-la-Profonde             |
| Église Saint-Corneille-et-Saint-Cyprien   | 12, 12 bis rue Sainte-Geneviève                  | 49° 33′ 47″ nord, 3° 37′ 33″ est | « PA00115717 »                | Inscrit        | 1927           | Église Saint-Corneille-et-Saint-Cyprien   |
| Église Saint-Jean-du-Bourg                | 6 rue du Cloître-Saint-Jean 5 rue Thibesard      | 49° 33′ 51″ nord, 3° 37′ 03″ est | « PA00115718 »                | Inscrit        | 1927           | Église Saint-Jean-du-Bourg                |
| Église Saint-Martin                       | Rue Saint-Martin                                 | 49° 33′ 45″ nord, 3° 36′ 43″ est | « PA00115719 »                | Classé Inscrit | 1862 1951      | Église Saint-Martin                       |
| Église Saint-Martin-au-Parvis             | 9 Place Parvis                                   | 49° 33′ 53″ nord, 3° 37′ 25″ est | « PA00115720 »                | Inscrit        | 1927           | Église Saint-Martin-au-Parvis             |
| Église Saint-Pierre-au-Marché (vestiges)  | 6 rue Saint-Pierre-au-Marché                     | 49° 33′ 51″ nord, 3° 37′ 40″ est | « PA00115721 »                | Inscrit        | 1934           | Église Saint-Pierre-au-Marché (vestiges)  |
| Église Saint-Rémy-au-Velours              | Place du Général-Leclerc                         | 49° 33′ 54″ nord, 3° 37′ 16″ est | « PA00115722 »                | Classé         | 1975           | Église Saint-Rémy-au-Velours              |
| Église de Vaux-sous-Laon                  | 25 rue Fernand-Thuillard                         | 49° 34′ 06″ nord, 3° 38′ 03″ est | « PA00115724 »                | Classé         | 1920           | Église de Vaux-sous-Laon                  |
| Hôpital général                           | 25 rue du 13-Octobre 1918                        | 49° 33′ 53″ nord, 3° 36′ 49″ est | « PA00115727 »                | Inscrit        | 1993           | Hôpital général                           |
| Hôpital général (chapelle)                | 25 rue du 13-Octobre 1918                        | 49° 33′ 52″ nord, 3° 36′ 50″ est | « PA00115727 »                | Inscrit        | 1993           | Hôpital général (chapelle)                |
| Hospice départemental de Montreuil        |                                                  | 49° 34′ 13″ nord, 3° 36′ 09″ est | « PA00115726 »                | Inscrit        | 1965           | Image manquante Téléverser                |
| Hôtel-Dieu                                | Place de la Cathédrale Place Aubry               | 49° 33′ 54″ nord, 3° 37′ 29″ est | « PA00115729 »                | Classé         | 1928           | Hôtel-Dieu                                |
| Hôtel du Petit-Saint-Vincent              | 1 rue Saint-Martin                               | 49° 33′ 50″ nord, 3° 36′ 58″ est | « PA00115730 »                | Classé         | 1964           | Hôtel du Petit-Saint-Vincent              |
| Ancien hôtel de ville de Laon             | 35 rue Sérurier                                  | 49° 33′ 54″ nord, 3° 37′ 14″ est | « PA00115731 »                | Classé         | 1921           | Ancien hôtel de ville de Laon             |
| Hôtellerie du Dauphin                     | 7, 9, 11, 13 rue du Change 22 rue Sérurier       | 49° 33′ 52″ nord, 3° 37′ 23″ est | « PA00115732 »                | Inscrit        | 1981           | Hôtellerie du Dauphin                     |
| Maison                                    | 1 rue d'Asfeld                                   | à géolocaliser                   | « PA00115743 »                | Inscrit        | 1927           | Maison                                    |
| Maison                                    | Rue Carlier-Hennecart                            | 49° 33′ 54″ nord, 3° 36′ 59″ est | « PA00115733 »                | Inscrit        | 1927           | Image manquante Téléverser                |
| Maison                                    | 31 rue de la Châtelaine                          | 49° 33′ 51″ nord, 3° 37′ 18″ est | « PA00115734 »                | Inscrit        | 1927           | Maison                                    |
| Ancien Auditoire de justice de l'évêque   | 45 rue de la Châtelaine                          | 49° 33′ 51″ nord, 3° 37′ 21″ est | « PA00115735 »                | Inscrit        | 1927           | Ancien Auditoire de justice de l'évêque   |
| Maison                                    | 60 rue de la Châtelaine                          | 49° 33′ 51″ nord, 3° 37′ 23″ est | « PA00115736 »                | Inscrit        | 1927           | Maison                                    |
| Maison                                    | 2 rue Clerjot                                    | à géolocaliser                   | « PA00115737 »                | Inscrit        | 1927           | Maison                                    |
| Maison                                    | 6 rue du Cloître                                 | à géolocaliser                   | « PA00115738 »                | Inscrit        | 1927           | Maison                                    |
| Maison                                    | 12 rue des Cordeliers                            | à géolocaliser                   | « PA00115739 »                | Inscrit        | 1927           | Maison                                    |
| Maison                                    | 26 rue des Cordeliers                            | à géolocaliser                   | « PA00115740 »                | Inscrit        | 1927           | Maison                                    |
| Maison                                    | 2 rue des Frères                                 | à géolocaliser                   | « PA00115741 »                | Inscrit        | 1927           | Maison                                    |
| Maison                                    | 7 rue de la Herse                                | 49° 33′ 49″ nord, 3° 37′ 25″ est | « PA00115742 »                | Inscrit        | 1927           | Maison                                    |
| Maison                                    | 16 rue Nansouty 2 rue Georges-Braque             | à géolocaliser                   | « PA00115755 »                | Inscrit        | 1927           | Image manquante Téléverser                |
| Maison des chanoines de Laon              | 3 rue Pourrier                                   | 49° 33′ 49″ nord, 3° 37′ 28″ est | « PA00115744 »                | Classé         | 1928           | Maison des chanoines de Laon              |
| Maison                                    | Rempart Saint-Rémi 2 impasse de l'Hôtel-de-Ville | 49° 33′ 55″ nord, 3° 37′ 16″ est | « PA00115753 »                | Inscrit        | 1926           | Maison                                    |
| Maison                                    | 6 rue Saint-Cyr                                  | à géolocaliser                   | « PA00115745 »                | Inscrit        | 1927           | Maison                                    |
| Maison                                    | 19 rue Saint-Jean                                | 49° 33′ 52″ nord, 3° 37′ 07″ est | « PA00115746 »                | Inscrit        | 1927           | Maison                                    |
| Maison                                    | 21 rue Saint-Jean 12 rue du Cloître-Saint-Jean   | 49° 33′ 52″ nord, 3° 37′ 06″ est | « PA00115747 »                | Classé         | 1930           | Maison                                    |
| Maison                                    | 9 rue Saint-Martin                               | 49° 33′ 50″ nord, 3° 36′ 56″ est | « PA00115748 »                | Inscrit        | 1934           | Maison                                    |
| Maison                                    | 14 rue Saint-Martin                              | 49° 33′ 50″ nord, 3° 36′ 57″ est | « PA00115749 »                | Inscrit        | 1927           | Maison                                    |
| Maison                                    | 15 rue Saint-Martin                              | 49° 33′ 50″ nord, 3° 36′ 57″ est | « PA00115750 »                | Inscrit        | 1927           | Maison                                    |
| Maison                                    | 16 rue Saint-Martin                              | 49° 33′ 50″ nord, 3° 36′ 55″ est | « PA00115751 »                | Inscrit        | 1927           | Maison                                    |
| Maison                                    | 24 rue Saint-Martin                              | 49° 33′ 49″ nord, 3° 36′ 53″ est | « PA00115752 »                | Inscrit        | 1927           | Maison                                    |
| Maison                                    | Rue des Scots                                    | à géolocaliser                   | « PA00115754 »                | Inscrit        | 1927           | Maison                                    |
| Maison                                    | Rue Sérurier Rue de la Charpenterie              | à géolocaliser                   | « PA00115756 »                | Inscrit        | 1927           | Image manquante Téléverser                |
| Maison                                    | 7 rue Sérurier                                   | 49° 33′ 53″ nord, 3° 37′ 18″ est | « PA00115757 »                | Inscrit        | 1927           | Maison                                    |
| Maison                                    | 41 rue Sérurier                                  | 49° 33′ 54″ nord, 3° 37′ 18″ est | « PA00115758 »                | Inscrit        | 1927           | Maison                                    |
| Maison                                    | 47 rue Sérurier                                  | 49° 33′ 54″ nord, 3° 37′ 24″ est | « PA00115759 »                | Inscrit        | 1927           | Maison                                    |
| Maison                                    | 53bis rue Sérurier                               | à géolocaliser                   | « PA00115760 »                | Classé         | 1928           | Maison                                    |
| Maison                                    | 7 rue de Signier                                 | à géolocaliser                   | « PA00115761 »                | Inscrit        | 1927           | Image manquante Téléverser                |
| Maison                                    | 13 rue de Signier                                | à géolocaliser                   | « PA00115762 »                | Inscrit        | 1927           | Maison                                    |
| Maison                                    | 36 rue Vinchon                                   | 49° 33′ 45″ nord, 3° 37′ 36″ est | « PA00115764 »                | Inscrit        | 1927           | Maison                                    |
| Ancien hôtel du petit Cuissy              | 38 rue Vinchon                                   | 49° 33′ 45″ nord, 3° 37′ 36″ est | « PA00115765 »                | Inscrit        | 1927           | Ancien hôtel du petit Cuissy              |
| Palais épiscopal                          | Place Aubry Gisèle, Nicole et leur mère          | 49° 33′ 52″ nord, 3° 37′ 35″ est | « PA00115725 »                | Classé         | 1875           | Palais épiscopal                          |
| Petit-Saint-Nicolas                       | 8 rue du 13-Octobre                              | 49° 33′ 52″ nord, 3° 36′ 57″ est | « PA00115763 »                | Inscrit        | 1927           | Petit-Saint-Nicolas                       |
| Porte d'Ardon                             | rue Enguerrand Quarton                           | 49° 33′ 45″ nord, 3° 37′ 28″ est | « PA00115766 »                | Classé         | 1909           | Porte d'Ardon                             |
| Porte de Chenizelles                      | 1 rue du Bourg                                   | 49° 33′ 51″ nord, 3° 37′ 12″ est | « PA00115767 »                | Classé         | 1932           | Porte de Chenizelles                      |
| Porte de la Citadelle                     | Rue de la Plaine                                 | 49° 33′ 52″ nord, 3° 37′ 47″ est | « PA00115768 »                | Inscrit        | 1927           | Porte de la Citadelle                     |
| Porte de Soissons                         | Route de Soissons                                | 49° 33′ 38″ nord, 3° 36′ 38″ est | « PA00115769 »                | Classé         | 1875           | Porte de Soissons                         |
| Prieuré du Val-des-Écoliers               | 40 rue Vinchon                                   | 49° 33′ 45″ nord, 3° 37′ 36″ est | « PA00115770 »                | Inscrit        | 1927           | Prieuré du Val-des-Écoliers               |
| Remparts                                  |                                                  | à géolocaliser                   | « PA00115771 »                | Inscrit        | 1927           | Remparts                                  |
| Rotonde et halle-atelier ferroviaires     |                                                  | 49° 34′ 44″ nord, 3° 36′ 14″ est | « PA02000087 » « PA02000088 » | Inscrit        | 2015           | Rotonde et halle-atelier ferroviaires     |
| Séminaire                                 | 5 rue Saint-Pierre au Marché                     | 49° 33′ 52″ nord, 3° 37′ 41″ est | « PA02000059 »                | Inscrit        | 2005           | Séminaire                                 |
| Tour Penchée                              | Square de la Tour Penchée                        | 49° 33′ 37″ nord, 3° 36′ 37″ est | « PA00115772 »                | Inscrit        | 1929           | Tour Penchée                              |